# Gordon Lowe
Francis Gordon Lowe (ur. 21 czerwca 1884 w Birmingham, zm. 17 maja 1972 w Londynie) – brytyjski tenisista, zwycięzca Australian Open z 1915 roku, uczestnik igrzysk olimpijskich w Sztokholmie w 1912 roku, gdzie zajął czwarte miejsce w grze pojedynczej w hali.
Jego brat, Arthur, również był tenisistą i olimpijczykiem.

## Kariera tenisowa
W 1915 roku Lowe odniósł swoje jedyne wielkoszlemowe zwycięstwo, podczas Australasian Championships (obecnie Australian Open). W spotkaniu o tytuł pokonał Horace'a Rice'a. W tych samych zawodach awansował ponadto do finału gry podwójnej, w której przegrał z parą Horace Rice–Clarence Todd. Tworzył wówczas parę z Bertem St. Johnem. Również w finale debla Australasian Championships zagrał w 1912 roku, razem z Alfredem Beamishem. Para poniosła porażkę z Charlesem Dixonem i Jamesem Parkiem.
W 1920 brał udział w igrzyskach w Antwerpii.
W 1921 roku Lowe osiągnął finał Wimbledonu w grze podwójnej. Tam, wspólnie z Arthurem Lowem, przegrał z parą Randolph Lycett–Max Woosnam.
Ponadto Lowe został mistrzem świata w grze pojedynczej na korcie krytym z 1920 roku oraz trzykrotny zwycięzca Queen's Club Championships w latach 1912, 1913 i 1925.
Od 1921 roku reprezentował Wielką Brytanię w rozgrywkach Pucharu Davisa. W czterech rywalizacjach rozegrał łącznie osiem spotkań singlowych, z czego wygrał sześć z nich.

### Finały w turniejach wielkoszlemowych

#### Gra pojedyncza (1–0)
| Końcowy wynik | Nr | Data | Turniej                              | Nawierzchnia | Przeciwnik  | Wynik finału       |
| ------------- | -- | ---- | ------------------------------------ | ------------ | ----------- | ------------------ |
| Zwycięzca     | 1. | 1915 | Australasian Championships, Brisbane | Trawiasta    | Horace Rice | 4:6, 6:1, 6:1, 6:4 |

#### Gra podwójna (0–3)
| Końcowy wynik | Nr | Data | Turniej                              | Nawierzchnia | Partner        | Przeciwnicy                 | Wynik finału       |
| ------------- | -- | ---- | ------------------------------------ | ------------ | -------------- | --------------------------- | ------------------ |
| Finalista     | 1. | 1912 | Australasian Championships, Hastings | Trawiasta    | Alfred Beamish | Charles Dixon James Parke   | 4:6, 4:6, 2:6      |
| Finalista     | 2. | 1915 | Australasian Championships, Brisbane | Trawiasta    | Bert St. John  | Horace Rice Clarence Todd   | 6:8, 4:6, 9:7, 3:6 |
| Finalista     | 3. | 1921 | Wimbledon, Londyn                    | Trawiasta    | Arthur Lowe    | Randolph Lycett Max Woosnam | 3:6, 0:6, 5:7      |